# El Mercenario
El Mercenario es una serie de historieta fantástica creada al óleo por el ilustrador español Vicente Segrelles desde 1981 hasta el 2003. Además de la fantasía, Segrelles ha introducido la ciencia ficción en algunas de las historias, tal es el caso de objetos y naves de origen extraterrestre. Destaca por su ilustración hiperrealista.

## Trayectoria editorial
La serie fue publicada primero en la revista Cimoc, y después fue una colección de 13 álbumes. 
La obra ha sido publicada por Norma Editorial (7 álbumes), por el propio Segrelles (13 álbumes), por Ediciones B (6 álbumes) y en el 2015 por Edicions de Ponent (14 álbumes).
- El Mercenario Nº1: El pueblo del fuego sagrado
- El Mercenario Nº2: La fórmula
- El Mercenario Nº3: Las pruebas
- El Mercenario Nº4: El sacrificio
- El Mercenario Nº5: La fortaleza
- El Mercenario Nº6: La bola negra
- El Mercenario Nº7: El viaje
- El Mercenario Nº8: Año 1000
- El Mercenario Nº9: Los ascendientes perdidos

A partir de 1998, Segrelles empleó diseños por ordenador para ilustrar la mayoría de sus historietas. El álbum Gigantes fue el primero en contar con páginas diseñadas completamente por ordenador.
- El Mercenario Nº10: Gigantes (historias cortas)
- El Mercenario Nº11: La huida
- El Mercenario Nº12: El rescate (I)
- El Mercenario Nº13: El rescate (II)
- El Mercenario Nº14: El último día

## Argumento
La historia de El Mercenario se sitúa temporalmente alrededor del año mil, y el lugar de origen es un valle escondido (llamado El País de las Nubes) en el que evolucionaron diversas formas de vida y la raza humana desarrolla una cultura diferente de las del resto del mundo. Es en este ámbito fantástico donde habita El Mercenario, plagado de dragones voladores, reptiles gigantes, monstruos, amazonas y otras criaturas (características de la fantasía heroica).
Para llevar a cabo sus trabajos, ya sea porque es contratado o por iniciativa propia, el Mercenario viaja montado en dragones voladores domesticados y, para el desarrollo de sus armas, se ve ayudado por los inventos de Arnoldo de Vinci, miembro de la Orden del Cráter, dirigida por el Gran Lama. También se ve ayudado por Nan-Tay, joven y bella guerrera responsable de la seguridad y protección de la Orden del Cráter. Uno de los villanos es Claust, alquimista mediocre, astuto, ambicioso y mezquino, enemigo de los monjes de la Orden del Cráter. Una presencia fundamental en las aventuras son las mujeres, casi siempre bellas y desnudas o semidesnudas.